# The Popular Magazine
The Popular Magazine — один из первых американских литературных журналов, выходивший с ноября 1903 года по октябрь 1931 года. Всего было выпущено 612 номеров. В нём публиковались короткие художественные произведения, новеллы, более крупные работы, разбитые на несколько публикаций, и даже небольшие романы. В журнале размещались произведения различных жанров, хотя некоторое предпочтение отдавалось приключенческой литературе для мужчин, особенно в последние годы публикаций, когда «крутые» произведения вошли в моду. The Popular Magazine позиционировал себя как «журнал для мужчин и женщин, которые любят читать о мужчинах». Штаб-квартира журнала находилась в Нью-Йорке.
Изданием The Popular Magazine занималась фирма Street & Smith, редактированием — Генри Харрисон Льюис с 1903 по 1904 год и Чарльз Агнью Маклин с 1904 по 1928 год. Номера обычно выходили раз в два месяца и содержали от 194 до 224 страниц. В октябре 1931 года The Popular Magazine был объединён с другим изданием Street & Smith — журналом Complete Stories.

## История
The Popular Magazine изначально задумывался как журнал для мальчиков, но после выпуска всего трёх номеров редакция стала уделять гораздо больше внимания литературе для взрослых читателей и эта тенденция сохранялась вплоть до самых последних выпусков. Журнал печатался на дешёвой и низкокачественной бумаге из вторсырья (англ. pulp paper). Можно сказать, что The Popular Magazine был предшественником бульварных литературных журналов, популярность которых пришлась на период с 1920 по 1950 годы, ведь редакторы скорее отдавали предпочтение литературе «для простых людей», а не сложным и интеллектуальным текстам. В некоторых номерах The Popular Magazine использовались иллюстрации Н. К. Уайета.
Одним из первых успехов журнала стала публикация в 1905 году романа Генри Райдера Хаггарда «Айша». В The Popular Magazine печатались и другие известные писатели: Морган Робертсон, Герберт Уэллс, Рафаэль Сабатини, Зейн Грей, Беатрис Гримшоу, Элмер Браун Мэйсон, Джеймс Фрэнсис Дуайер и Уильям Уоллес Кук. В The Popular Magazine опубликовались рассказы Артура Б. Рива о Крейге Кеннеди и криминальные произведения Фредерика Уильяма Дэвиса и Лемюэля Де Бра. Маклин также размещал рассказы о шпионах Э. Филлипса Оппенгейма и Джорджа Бронсона-Ховарда. В колонке главного редактора в выпуске 1910 года Маклин писал, что не хочет, чтобы The Popular Magazine публиковал «рассказы о совершенно невозможном». Несмотря на это, в журнале печатались научно-фантастические и фэнтезийные рассказы Эдвина Балмера, Джона Бакена, Джона Кольера, Роя Нортона, Сакса Ромера и Эдгара Уоллеса.
Ближе к окончанию публикаций название журнала несколько раз немного менялось. В декабре 1927 он был переименован в Popular Stories, а месяц спустя — в The Popular. В октябре 1928 название снова было изменено на The Popular Magazine. Примерно в 1930 году авторский коллектив журнала начал меняться, в переписке издательства Street & Smith с одним из авторов тех времён признавалось, что было решено «отказаться от старых писателей в пользу более простых и дешёвых произведений».